# ساراتوفسکی (آدیغیه)
ساراتوفسکی (به لاتین: Saratovsky) یک منطقهٔ مسکونی در روسیه است که در شهرستان کوشخابلسکی واقع شده‌است. ساراتوفسکی ۴۸۰ نفر جمعیت دارد.